# Segnale di potenza
Nell'ambito della teoria dei segnali, un segnale {\displaystyle x(t)\in \mathbb {C} ^{1}} è detto di potenza se è finita e non nulla la sua potenza {\displaystyle {\mathcal {P}}_{x}}, definita come 
{\displaystyle {\mathcal {P}}_{x}\equiv \lim _{T\to \infty }{\frac {1}{T}}\int _{-T/2}^{+T/2}|x(t)|^{2}dt,\quad }
ovvero se:
{\displaystyle 0<{\mathcal {P}}_{x}<+\infty }
Se x(t) rappresenta una tensione o una corrente, il valore {\displaystyle {\mathcal {P}}_{x}} assume il significato fisico della potenza, misurata in W, dissipata da un resistore di 1 Ω qualora ai suoi capi sia applicata la tensione x(t) V, o qualora sia attraversato dalla corrente x(t) A.